# ۲۸۷ (پیش از میلاد)
۲۸۷ (پیش از میلاد) ۲۸۷مین سال قبل از تقویم میلادی است.